# Assurubalite I
Assurubalite I foi um rei da Assíria que reinou entre os anos 1 363 - 1 328 a.C. (ou 1 353 - 1 318 a.C.). Foi filho de Eribadade I e primeiro rei do Médio Império Assírio. Depois que seu pai quebrou a influência de Mitani sobre a Assíria, a derrota de Assurubalite sobre o rei de Mitani Sutarna II marca a ascensão da Assíria sobre o Império Hurri-Mitani e o início de seu surgimento como um poderoso Império. Mais tarde, devido à desordem na Babilônia após a morte do rei cassita Burnaburias II, Assurubalite estabeleceu Curigalzu II no trono babilônico, no primeiro do que se tornaria uma série de intervenções assírias nos assuntos babilônicos. Depois foi sucedido por seu filho Enlilnirari. 

## Cartas de Amarna
Das cartas de Amarna, uma série de cartas diplomáticas de vários monarcas do Oriente Médio aos faraós Amenófis III e Aquenáton do Egito, encontramos duas cartas de Assurubalite I, a segunda sendo uma carta de acompanhamento da primeira. Nas cartas, Assurubalite I refere-se ao seu segundo antecessor Assurnadinaque II como seu "pai" ou "ancestral", em vez de seu pai atual, Eribadade I, que liderou alguns críticos da cronologia egípcia convencional, como David Rohl, afirmar que Assurubalite das cartas de Amarna não era o mesmo que Assurubalite I. Isso, no entanto, ignora o fato de que os monarcas nas cartas de Amarna frequentemente se referem aos predecessores como seu "pai", mesmo que não fossem. seus filhos biológicos. Nesse caso, Assurubalite presumivelmente se referia a Assurnadinaque II porque este, ao contrário de Eribadade I, havia correspondido anteriormente à corte egípcia.

## Guerras babilônicas
Com o poder assírio firmemente estabelecido, Assurubalite I começou a fazer contatos com outras grandes nações. Suas mensagens aos egípcios irritaram o rei cassita, Burnaburias II, que ele próprio escreveu ao faraó: 
“Em relação aos meus vassalos assírios, não fui eu quem os enviou a ti. Por que foram ao teu país sem a devida autoridade? Se tu és leal a mim, não negociarão nenhum negócio. Envie-os para mim de mãos vazias!” 
No entanto, o novo poder assírio não podia ser negado, e Burnaburias até se casou com a filha do rei assírio. Ele foi sucedido por seu filho da esposa assíria, príncipe Caracardas, mas logo começou uma revolta que mostrava a impopularidade dos assírios. Assurubalite não permitiria que seu neto fosse deixado de lado e invadiu Babilônia. Como Carahardas foi morto na rebelião, os assírios colocaram no trono babilônico um certo Curigalzu, que pode ter sido filho de Burnaburias. Mas esse novo rei fantoche não permaneceu leal ao seu mestre e logo invadiu a Assíria. Assurubalite I parou o exército babilônico em Sugagu, não muito ao sul da capital Assur.
Contudo, Assurubalite I então contra-atacou e invadiu a Babilônia, apropriando-se do território até então babilônico na Mesopotâmia Central e forçando um tratado a favor da Assíria contra Curigalzu.